# 史跡 生野銀山
史跡 生野銀山（しせき いくのぎんざん）は、兵庫県朝来市生野町小野33-5にある生野銀山をテーマとする体験型観光施設。1974年（昭和49年）6月開業。約1000メートルの観光坑道巡りなどを行うことができる。

## 歴史

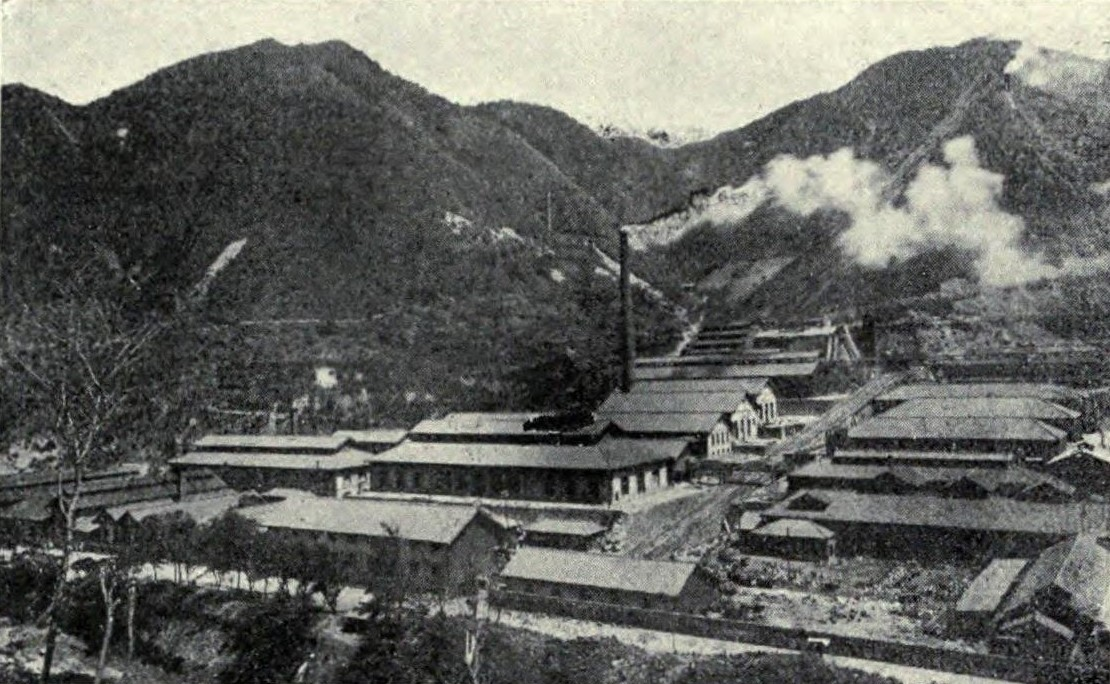
明治時代の生野銀山

### 生野銀山の歴史
生野銀山は銀や銅などを産出した鉱山であり、江戸時代には江戸幕府の直轄鉱山、明治時代には明治政府の直轄鉱山となり、1896年（明治29年）に三菱合資会社に払下げられた。

### 史跡 生野銀山の開業
1973年（昭和48年）3月22日に生野銀山が閉山となった後、1974年（昭和49年）6月に体験型観光施設としての史跡 生野銀山が開業した。当時の観光坑道は約300メートルだった。キャッチコピーは「1200年の歴史とロマン 水と緑の美しい自然の里」。施設の管理運営は1973年（昭和48年）2月に設立された株式会社シルバー生野であり、三菱鉱業の後継会社である三菱鉱業セメントと朝来市が出資する第三セクター会社である。
1975年（昭和50年）には生野鉱物館が開館した。1984年（昭和59年）6月には銀山食堂がオープンし、1986年（昭和61年）7月には吹屋資料館が開館し、1991年（平成3年）4月には土産館・レストハウスがオープンした。1992年（平成4年）には観光坑道を約700メートル延長して約1000メートルとし、史跡 生野銀山がリニューアルオープンした。2007年（平成19年）には生野銀山開坑1200年事業が催された。2007年（平成19年）、生野銀山は経済産業省によって近代化産業遺産に選定され、生野鉱山は日本の地質百選選定委員会によって日本の地質百選に選定された。
2011年（平成23年）3月には生野銀山文化ミュージアム（生野鉱物館）が新装オープンした。観光坑道内には坑夫や役人らの人形が多数展示されているが、2017年（平成29年）にはこれらの人形を男性アイドルグループ「GINZAN BOYZ」に見立てた観光PRを開始した。

## 施設
- 坑道内コース

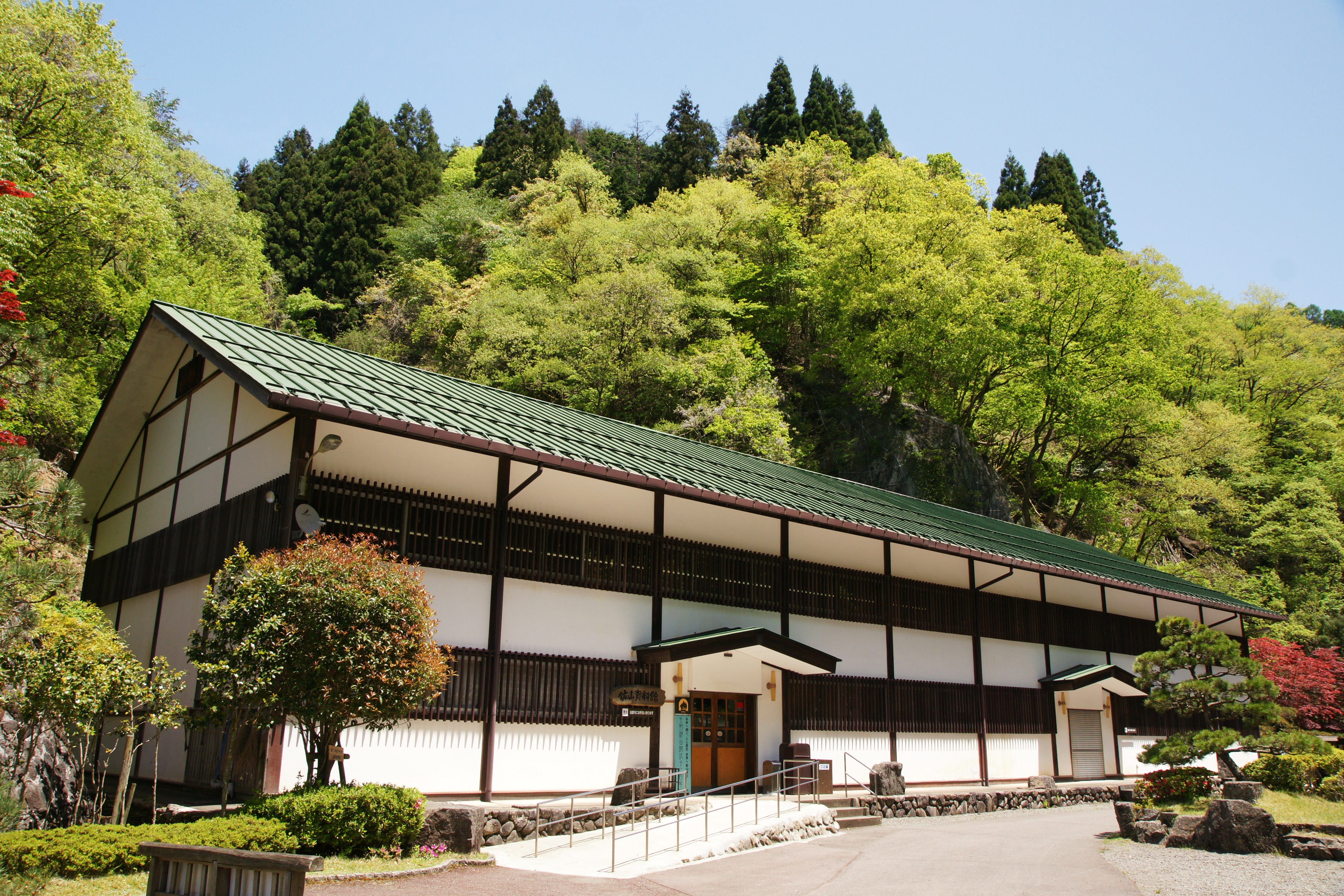
鉱山資料館

  - 全長約1000メートルの観光坑道。金香瀬本坑、慶寿ひ坑道、大丸ひ坑道[7]、滝間歩坑道などからなる[8]。坑道内は年間を通じて摂氏13度に保たれており[8]、リキュール、米焼酎、麦焼酎、日本酒などを貯蔵している[9]。
- 坑道外コース
  - 金香瀬旧露頭群跡（慶寿ひ）
- 鉱山資料館 - かつては鉱物学者の和田維四郎が収集した多数の貴重な鉱物（和田コレクション）が展示されていたが、2023年時点では埼玉県さいたま市大宮区の三菱マテリアル（三菱鉱業セメントの後継会社）さいたま総合事務所へ移動している。
- 生野銀山文化ミュージアム - 建物としての名称は生野鉱物館。
- 吹屋資料館
- レストハウス・お土産館
- 一円電車

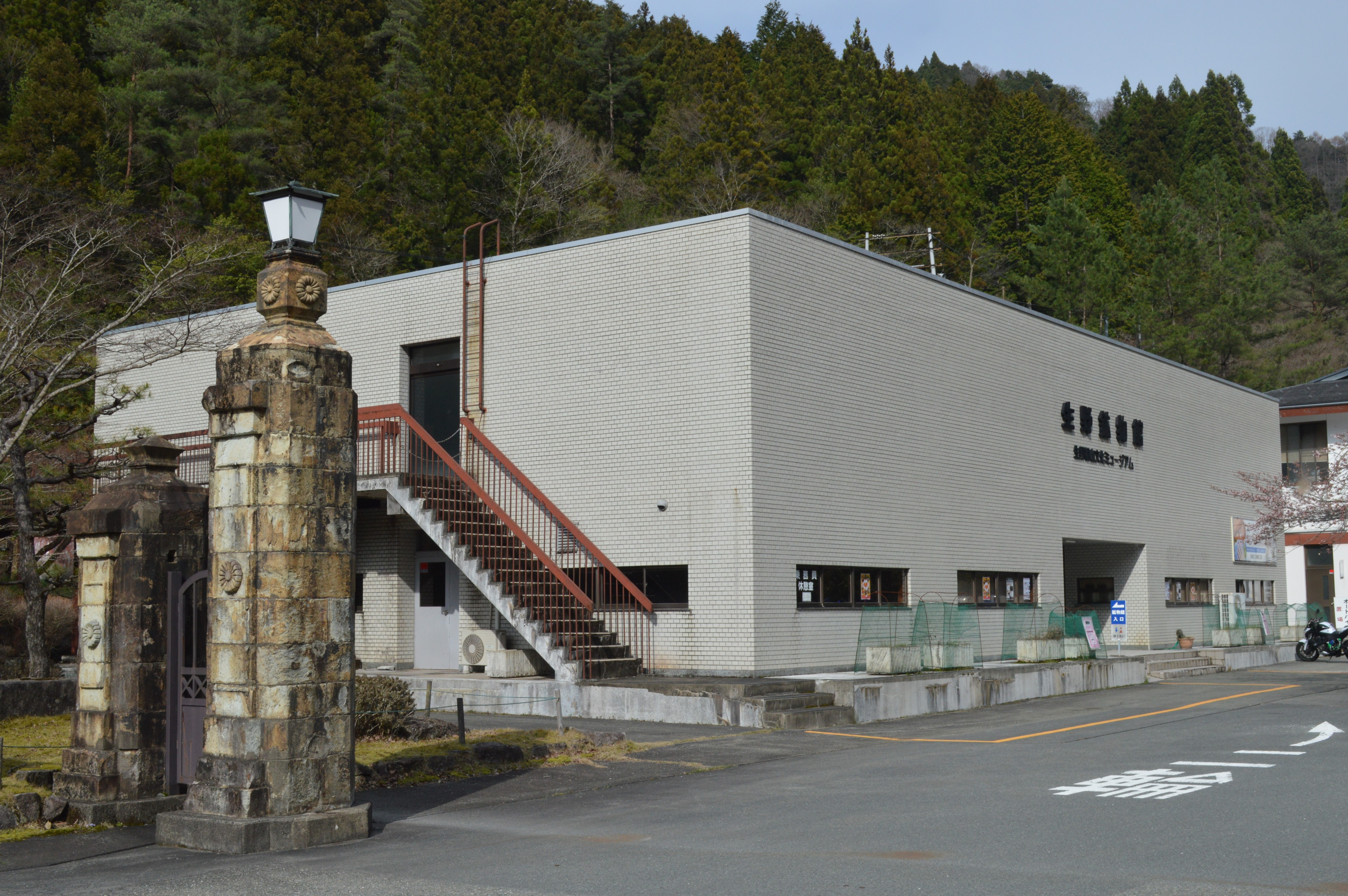
生野鉱物館
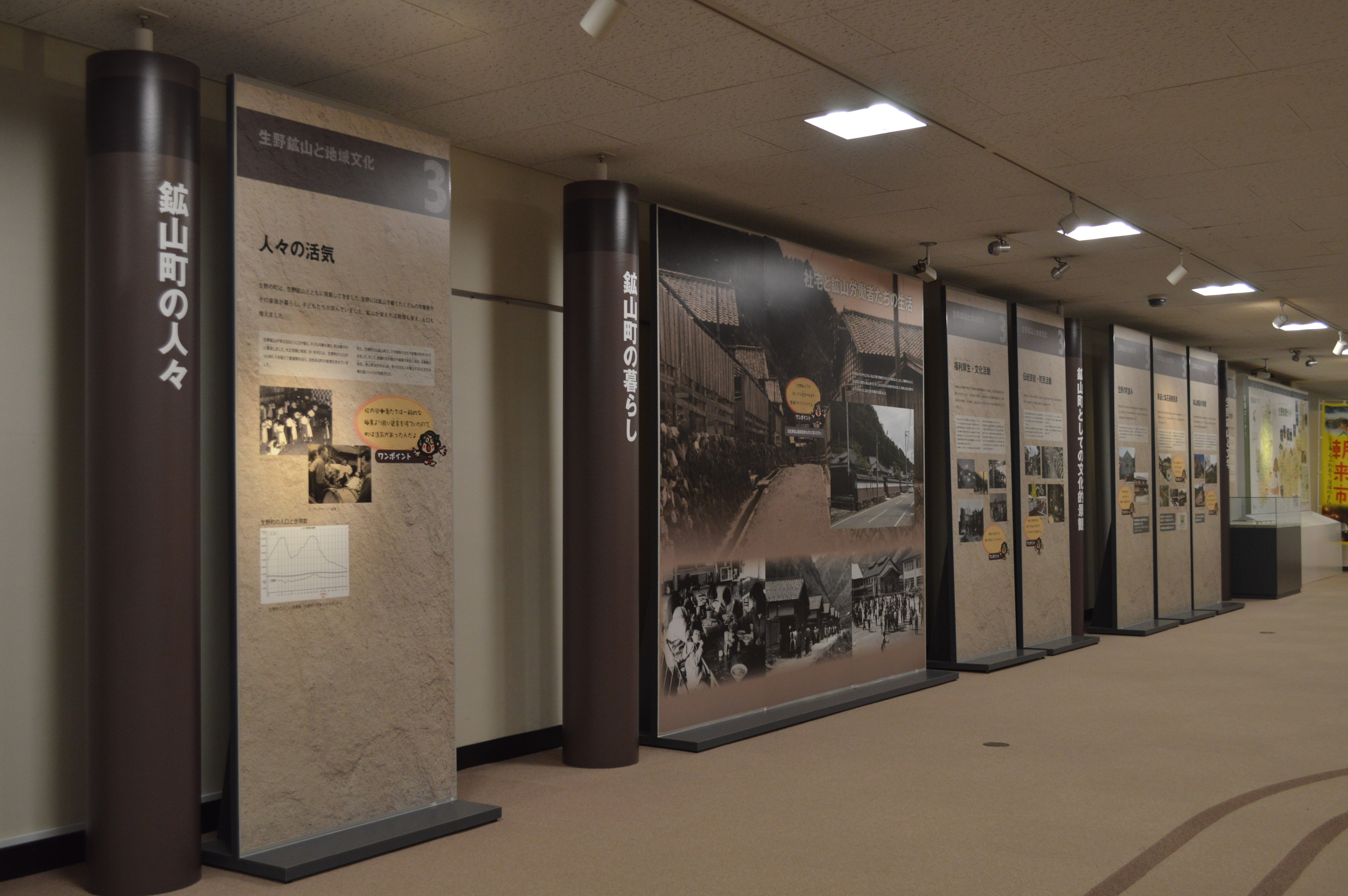
生野銀山文化ミュージアム
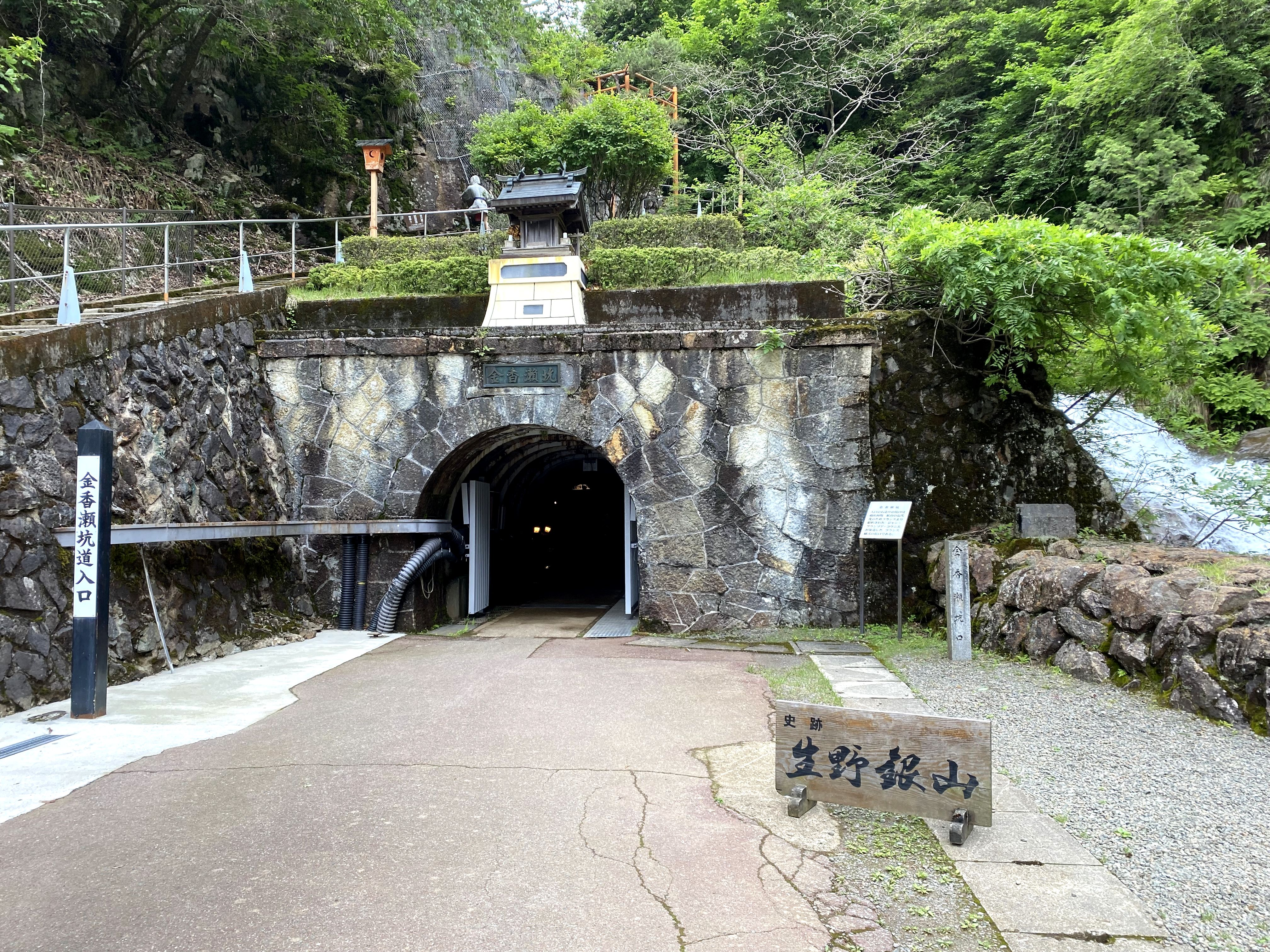
坑道入口
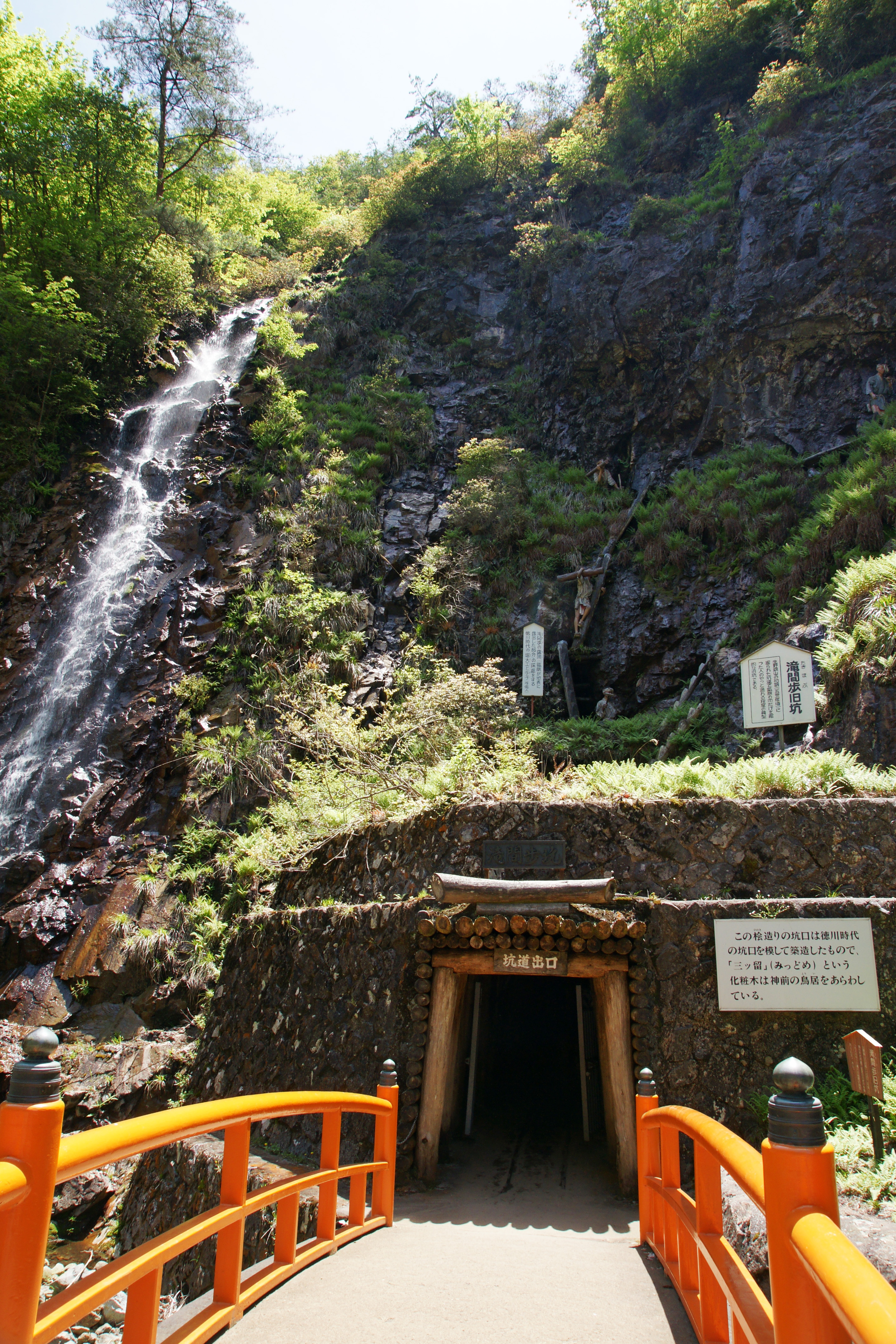
坑道出口
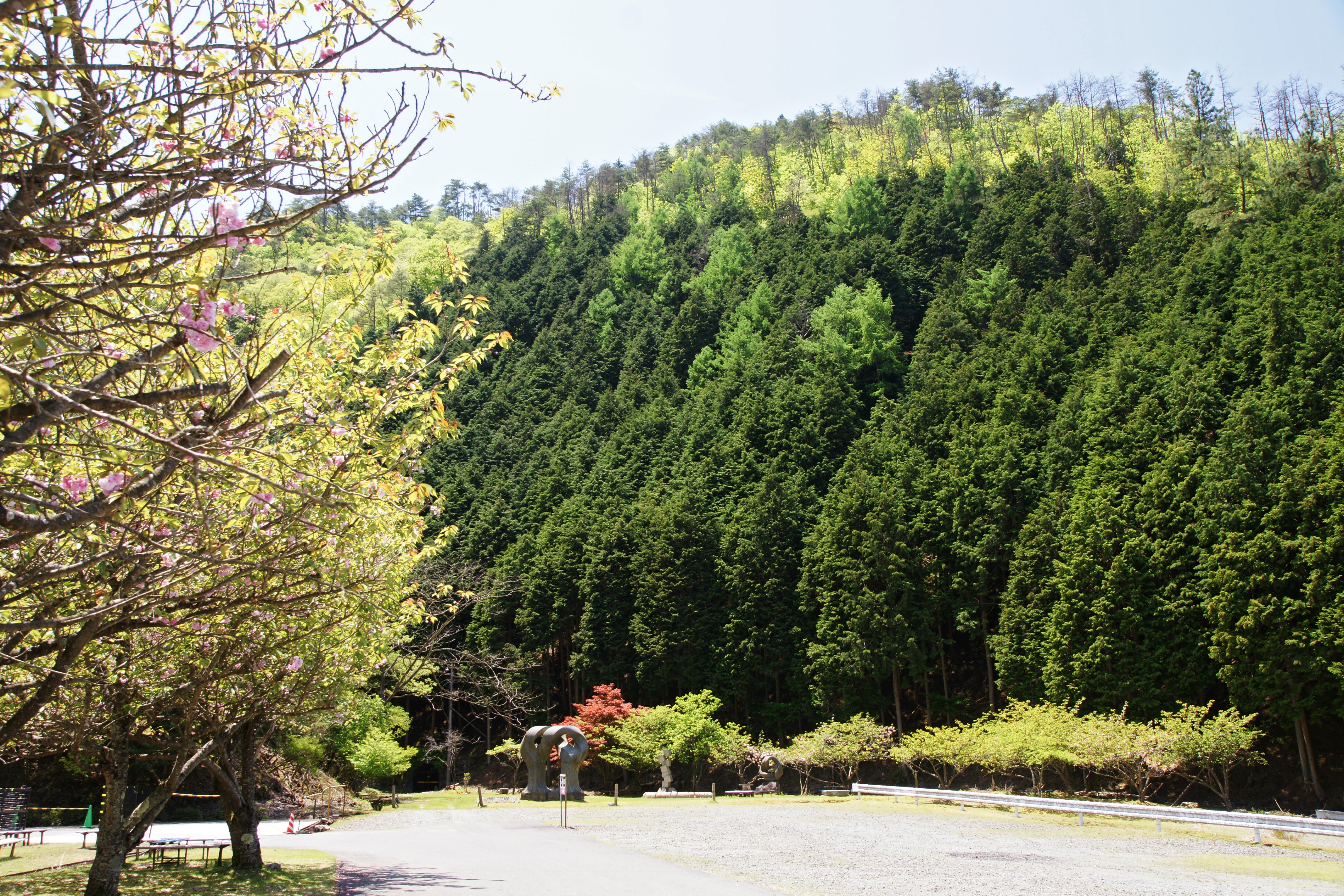
石彫の広場
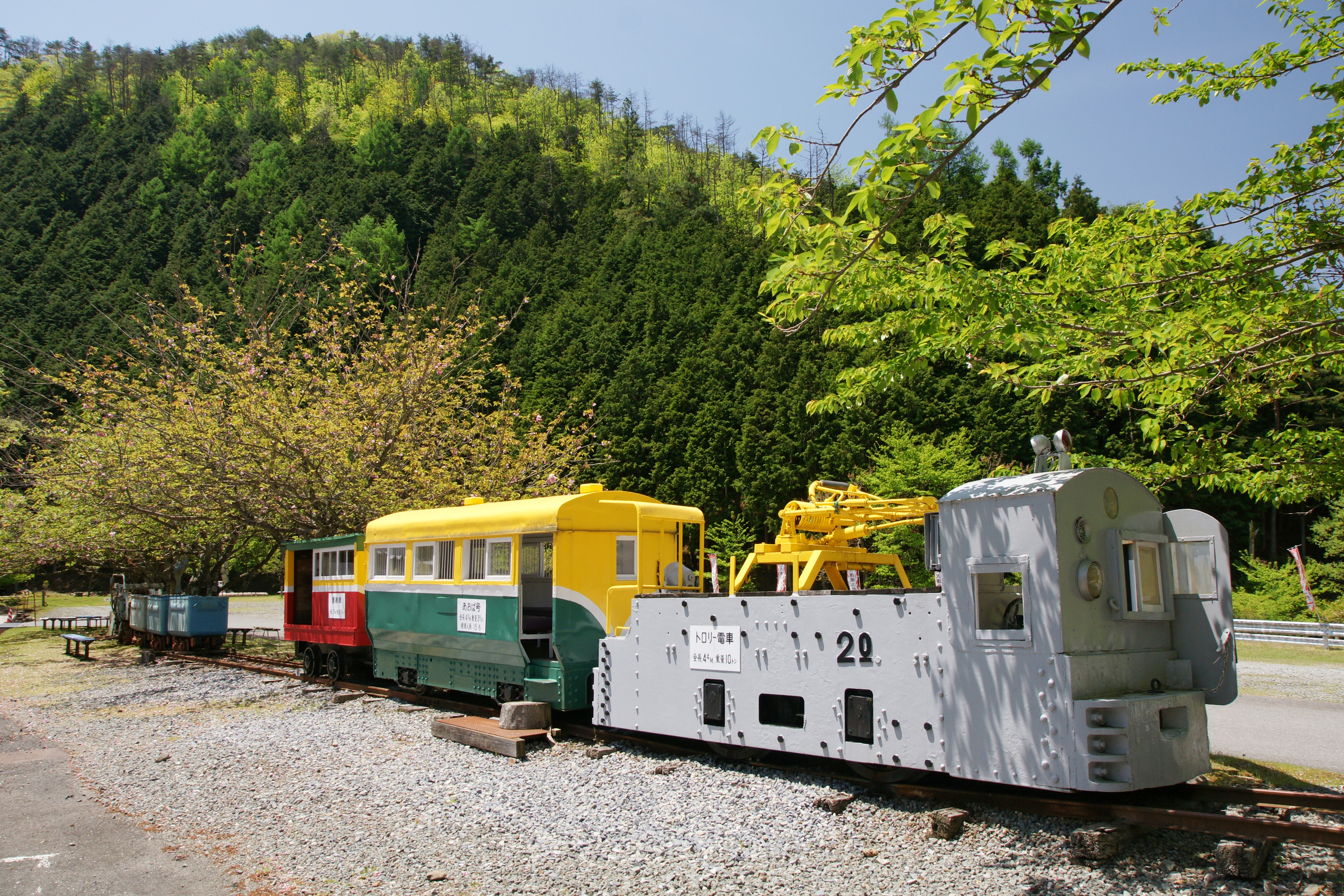
一円電車

## 利用案内
入場料
- 大人 - 1200円
- 小中高生 - 600円
- 幼児 - 無料

休館日
- 3月から11月は定期休館日なし
- 12月から翌年2月は毎週火曜日（火曜日が祝祭日の場合、翌日に振替）
- 年末年始

交通アクセス
- JR播但線生野駅から神姫グリーンバス喜楽苑行または黒川行で生野銀山口下車徒歩10分